# NGC 633
NGC 633 este o galaxie situată în constelația Sculptorul. A fost descoperită în 1 septembrie 1834 de către John Herschel.